# 自衛隊新潟地方協力本部
自衛隊新潟地方協力本部（じえいたいにいがたちほうきょうりょくほんぶ、Niigata Provincial Cooperation Office）は、新潟県新潟市中央区美咲町1丁目1番1号（新潟美咲合同庁舎1号館）に所在する、自衛隊地方協力本部のひとつ。陸・海・空自衛隊共同の機関だが、通常は陸上自衛隊の東部方面総監の指揮監督下にある。管轄する地域における防衛省・自衛隊の総合窓口として、新潟県管内で活動する。

## 沿革
- 1956年（昭和31年）8月1日 - 自衛隊新潟地方連絡部が編成される[1]。
- 2006年（平成18年）7月31日 - 自衛隊新潟地方協力本部に改編される。

## 出先機関
- 新潟募集案内所 担当地区：新潟市
- 長岡出張所 担当地区：長岡市・見附市・小千谷市・魚沼市・十日町市・南魚沼市・津南町・湯沢町
- 加茂地域事務所 担当地区：加茂市・三条市・五泉市・燕市・田上町・弥彦村
- 新発田地域事務所 担当地区：新発田市・阿賀野市・胎内市・村上市・聖籠町・阿賀町・関川村
- 柏崎地域事務所 担当地区：柏崎市・出雲崎町・刈羽村
- 高田地域事務所 担当地区：上越市・糸魚川市・妙高市
- 佐渡駐在員事務所 担当地区：佐渡市
- 新発田援護室（新発田駐屯地内）
- 高田援護室（高田駐屯地内）

## 主要幹部
| 官職名                   | 階級    | 氏名     | 補職発令日     | 前職                           |
| ------------------------ | ------- | -------- | -------------- | ------------------------------ |
| 自衛隊新潟地方協力本部長 | 1等陸佐 | 小段雄三 | 2025年08月01日 | 陸上自衛隊教育訓練研究本部勤務 |

| 代 | 階級    | 氏名       | 在職期間                        | 出身校・期            | 前職                                                                    | 後職                                     |
| -- | ------- | ---------- | ------------------------------- | --------------------- | ----------------------------------------------------------------------- | ---------------------------------------- |
| 01 | 2等陸佐 | 飯森徳秀   | 1956年08月01日 - 1958年07月31日 | 関西大学 昭和11年卒   | 第1管区総監部会計課長                                                   | 陸上自衛隊富士学校総務部会計課長         |
| 02 | 1等陸佐 | 糸居一郎   | 1958年08月01日 - 1961年02月28日 | 立教大学 昭和9年卒    | 陸上自衛隊武器学校総務部長                                              | 自衛隊千葉地方連絡部長                   |
| 03 | 1等陸佐 | 小山良三   | 1961年03月01日 - 1962年07月31日 | 海兵64期              | 防衛大学校教授                                                          | 防衛大学校教授                           |
| 04 | 1等陸佐 | 笠井正三   | 1962年08月01日 - 1963年07月31日 | 中央大学 昭和14年卒   | 自衛隊鳥取地方連絡部長                                                  | 中部方面総監部募集課長                   |
| 05 | 1等陸佐 | 瀬能醇一   | 1963年08月01日 - 1965年07月15日 | 陸士48期              | 陸上自衛隊幹部学校学校教官                                              | 陸上自衛隊幹部学校勤務                   |
| 06 | 1等陸佐 | 金子常規   | 1965年07月16日 - 1967年07月16日 | 陸士49期              | 陸上自衛隊富士学校 特科教育部副部長 兼 教育課長                         | 仙台駐とん地業務隊長                     |
| 07 | 1等陸佐 | 仲西憲二   | 1967年07月17日 - 1969年07月15日 | 陸士52期・ 陸大60期   | 陸上幕僚監部輸送課総括班長                                              | 陸上自衛隊輸送学校副校長 兼 同校企画室長 |
| 08 | 1等陸佐 | 外口行雄   | 1969年07月16日 - 1971年03月15日 | 陸士55期              | 第1施設群長                                                             | 陸上自衛隊幹部学校学校教官               |
| 09 | 1等陸佐 | 白戸宏     | 1971年03月16日 - 1973年03月15日 | 陸士55期              | 第7普通科連隊長 兼 福知山駐とん地司令                                   | 東北方面総監部募集課長                   |
| 10 | 事務官  | 藤倉安敬   | 1973年03月16日 - 1975年03月16日 | 立命館大学            | 自衛隊中央病院職能補導所長                                              | 自衛隊静岡地方連絡部長                   |
| 11 | 1等陸佐 | 本庄重夫   | 1975年03月17日 - 1977年03月15日 | 兵器学校              | 第12師団司令部第3部長                                                   | 陸上幕僚監部募集課募集班長               |
| 12 | 1等陸佐 | 櫻井修五   | 1977年03月16日 - 1979年03月15日 | 海兵74期              | 陸上自衛隊富士学校 特科部研究課長                                       | 東部方面総監部勤務                       |
| 13 | 事務官  | 関肇       | 1979年03月16日 - 1981年07月31日 | 東京大学 昭和39年卒   | 防衛局計画官付システム分析室勤務 兼 防衛局計画官付 システム分析室長心得 | 在オーストリア日本大使館参事官           |
| 14 | 1等陸佐 | 新野晃平   | 1981年08月01日 - 1984年03月15日 | 東京農業大学          | 第2普通科連隊長 兼 高田駐とん地司令                                     | 東部方面総監部勤務                       |
| 15 | 1等陸佐 | 横山松雄   | 1984年03月16日 - 1986年03月16日 | 防大3期               | 第13施設群長 兼 幌別駐屯地司令                                          | 東部方面総監部装備部長                   |
| 16 | 1等陸佐 | 井上忠雄   | 1986年03月17日 - 1988年03月15日 | 防大3期               | 陸上幕僚監部装備部武器・化学課 化学室長                                 | 防衛医科大学校学生部長                   |
| 17 | 1等陸佐 | 奈良崎元   | 1988年03月16日 - 1990年03月15日 | 防大4期               | 西部方面総監部調査部長                                                  | 陸上自衛隊幹部学校主任教官               |
| 18 | 1等陸佐 | 榎田等     | 1990年03月16日 - 1991年07月31日 | 防大8期               | 第2特科連隊長                                                           | 陸上自衛隊幹部学校主任教官               |
| 19 | 事務官  | 末永純司   | 1991年08月01日 - 1993年06月30日 | 早大大学院 昭和50年卒 | 防衛施設庁施設部施設企画課 課長補佐（総括担当）                         | 装備局艦船課長                           |
| 20 | 1等陸佐 | 秋山一郎   | 1993年07月01日 - 1995年07月31日 | 防大15期              | 陸上幕僚監部教育訓練部教育課 学校第2班長                                | 陸上幕僚監部装備部武器・化学課 化学室長  |
| 21 | 1等陸佐 | 飯島矢素夫 | 1995年08月01日 - 1998年03月25日 | 防大15期              | 陸上幕僚監部装備部装備計画課 補給管理班長                               | 陸上幕僚監部人事部募集課長               |
| 22 | 1等陸佐 | 杉村宏     | 1998年03月26日 - 2000年06月29日 | 防大19期              | 陸上幕僚監部人事部厚生課厚生班長                                        | 陸上幕僚監部監理部会計課長               |
| 23 | 1等陸佐 | 池上均     | 2000年06月30日 - 2002年12月01日 | 防大17期              | 第6特科連隊長 兼 郡山駐屯地司令                                         | 陸上自衛隊富士学校総務部長               |
| 24 | 1等陸佐 | 中野陽一郎 | 2002年12月02日 - 2005年03月27日 | 防大21期              | 第7特科連隊長                                                           | 第4師団司令部幕僚長                      |
| 25 | 1等陸佐 | 深津孔     | 2005年03月28日 - 2007年03月27日 | 防大26期              | 陸上幕僚監部教育訓練部 教育訓練計画課制度班長                           | 陸上幕僚監部人事部募集・援護課長         |
| 26 | 1等陸佐 | 木上英輔   | 2007年03月28日 - 2009年03月31日 | 防大25期              | 北部方面情報保全隊長                                                    | 防衛研究所主任研究官                     |
| 27 | 1等陸佐 | 佐藤末明   | 2009年04月01日 - 2011年04月18日 | 防大26期              | 北部方面指揮所訓練支援隊長                                              | 陸上自衛隊幹部学校主任教官               |
| 28 | 1等陸佐 | 吉田賢一郎 | 2011年04月19日 - 2013年03月31日 | 防大27期              | 第4地対艦ミサイル連隊長 兼 八戸駐屯地司令                               | 旭川駐屯地業務隊長                       |
| 29 | 1等陸佐 | 宍戸勇     | 2013年04月01日 - 2015年03月31日 | 防大27期              | 北部方面指揮所訓練支援隊長                                              | 仙台駐屯地業務隊長                       |
| 30 | 1等陸佐 | 石井一将   | 2015年04月01日 - 2017年03月22日 | 防大31期              | 陸上自衛隊富士学校普通科部 教育課長                                     | 陸上自衛隊東北補給処総務部長             |
| 31 | 1等陸佐 | 小薗井明裕 | 2017年03月23日 - 2019年03月22日 | 防大37期              | 第7後方支援連隊長                                                       | 陸上自衛隊輸送学校教育部長               |
| 32 | 1等陸佐 | 大倉正義   | 2019年03月23日 - 2021年12月21日 | 防大39期              | 対馬警備隊長 兼 対馬駐屯地司令                                          | 陸上自衛隊教育訓練研究本部主任教官       |
| 33 | 1等陸佐 | 小見明之   | 2021年12月22日 - 2023年03月17日 | 国士舘大学            | 第42即応機動連隊長                                                      | 定年退官（陸将補昇任）                   |
| 34 | 1等陸佐 | 村岡史朗   | 2023年03月18日 - 2025年07月31日 | 防大38期              | 特科教導隊長                                                            | 東部方面総監部勤務                       |
| 35 | 1等陸佐 | 小段雄三   | 2025年08月01日 -                |                       | 陸上自衛隊教育訓練研究本部勤務                                          |                                          |